# Лешковская, Елена Константиновна
Елена Константиновна Лешковская (настоящая фамилия — Ляшковская; 1864, Егорьевск — 12 июня 1925, Москва) — русская актриса. Заслуженный артист Императорских театров (1912). народная артистка РСФСР (1924).

## Биография
Будучи курсисткой Московских высших женских курсов, в 1885 году поступила в Музыкально-драматическое училище Московского филармонического общества, которое в 1887 году окончила (педагоги О. А. Правдин и А. М. Невский; педагог по дикции и декламации К. Г. Вильде), на выпускном спектакле с большим успехом сыграв роль Лили в «Завоёванном счастье» В. А. Крылова, и сразу была принята в труппу Малого театра. Первые же роли (Зина — «Семья» Крылова, дебют на сцене Малого театра, 1887; Лика — «Шалость» Крылова, 1888) заставили обратить на юную актрису особое внимание.
«Однако индивидуальность актрисы чётко определилась в комедийных ролях. Особенно метко рисовала Л. светских „хищниц“, кокеток, интриганок, раскрывая их внутреннюю опустошённость, лицемерие. … Гибкий тремолирующий голос актрисы передавал скрытую нервную силу, выражал малейшие душевные движения». Игра Лешковской в роли Иоланты («Дочь короля Рене» Генриха Герца, 1888) вдохновила П. И. Чайковского на создание одноимённой оперы.

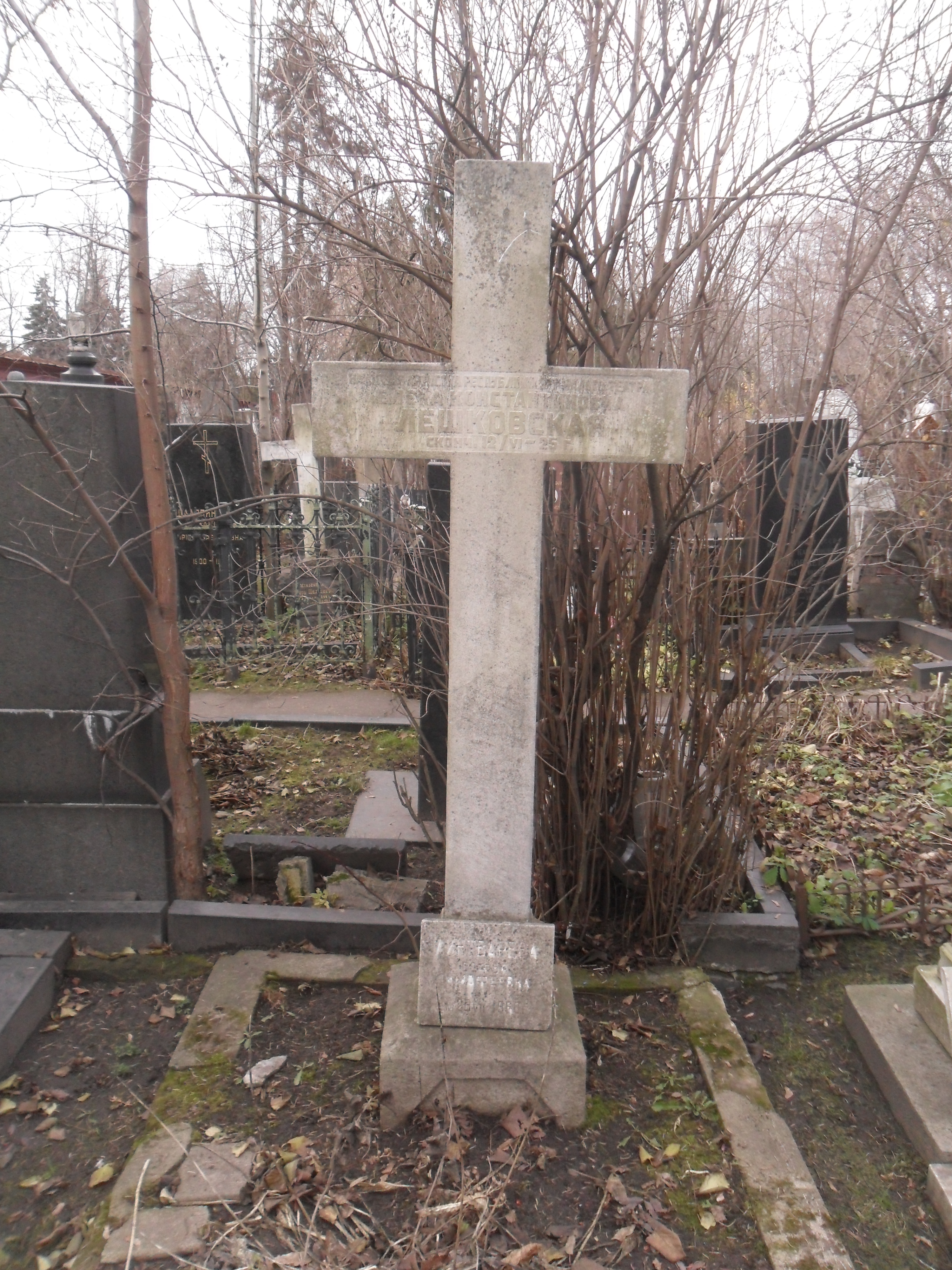
Могила Лешковской на Новодевичьем кладбище Москвы.

Роли: Нюта («Цепи» А. И. Сумбатова, 1888); Вероника («Подорожник» Гославского, 1897); Марина Мнишек («Борис Годунов», 1889; та же роль в спектакле «Дмитрий Самозванец и Василий Шуйский» Островского, 1892), королева Мария («Рюи Блаз» Гюго, 1891), Лиза («Дворянское гнездо» по Тургеневу, 1895; Мамаева («На всякого мудреца довольно простоты»), Глафира («Волки и овцы» 1893) и Лидия Чебоксарова («Бешеные деньги», 1893, Островского), Лебёдкина («Поздняя любовь» Островского, 1896); Диана («Собака на сене» Лопе де Вега, 1893), Катарина («Укрощение строптивой» Шекспира, 1899); Леди Тизл («Школа злословия» Шеридана, 1902).
С середины 1900-х годов Лешковская перешла на характерные роли более пожилых женщин: Мамаева («На всякого мудреца довольно простоты», 1905), Звездинцева («Плоды просвещения», 1907), миссис Чивлей («Идеальный муж» Уайльда, 1909); Огудалова («Бесприданница», 1912), Острогина («Ночной туман» Сумбатова, 1916); княжна Плавутина-Плавунцова («Холопы» Гнедича, 1921), Гурмыжская («Лес», 1921, Турусина («На всякого мудреца довольно простоты») и Пелагея Егоровна («Бедность не порок», 1924) Островского); Наталья Дмитриевна («Горе от ума», 1899), Дарья Владимировна («Пустоцвет» Персияниновой, 1903), Лона Ладинзер («Звезда» Бара, 1906), Гертруда («Любовь — всё» Седерберга, 1910), Сюзанна («Женитьба Фигаро», 1910), баронесса де Галье («Очаг» Мирбо, 1910), Мадлон («Жеманницы» Мольера, 1911), Зоя Блондель («На полпути» Пинеро, 1912), Анна Андреевна («Ревизор», 1913), Антрыгина («Свои собаки грызутся, чужая не приставай» Островского, 1914), герцогиня Мальборо («Стакан воды» Скриба, 1915), Глафира («Декабрист» Гнедича, 1918), княгиня Тугоуховская («Горе от ума», 1919).
С 1920 года преподавала в 3-й студии МОНО, реорганизованной в Студию им. Ермоловой (в 1922—1925 в должности директора).
Умерла 12 июня 1925 года в Москве в возрасте 61 года. Похоронена в Москве на Новодевичьем кладбище, уч. 2 в 20 метрах от могилы Антона Чехова.

## Воспоминания учеников

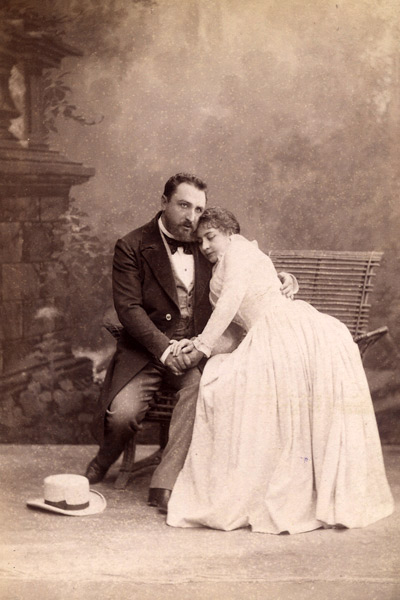
И. С. Тургенев, «Дворянское гнездо» (1895), Лаврецкий — А. И. Сумбатов-Южин, Лиза — Елена Лешковская

Из воспоминаний М. Баташова и С. Куцкой:
Елена Константиновна Лешковская! Кто из современников мог равнодушно слышать имя этой пленительной «вечно женственной» актрисы! «Она была артисткой женской души и артисткой огромной высоты,— говорил А. И. Южин.— Поэтому все её создания врезались неизгладимо в душу тех, кто её видел…»
Мы знаем, что под впечатлением исполнения Лешковской роли Иоланты П. И. Чайковский задумал написать оперу «Иоланта», но сомневался, найдётся ли певица, которая была бы так же прекрасна в этой роли, как эта выдающаяся актриса.
Нельзя удержаться, чтобы не привести слов из воспоминаний Т. Л. Щепкиной-Куперник: «Когда она появлялась на сцене, казалось, будто пьешь бокал холодного, покалывающего шампанского… когда она играла, то можно было словами Ростана о ней сказать, что в театре: „При ней все женщины — ревнивы, И все мужчины — неверны!…“»
Лешковская была одной из лучших русских комедийных актрис. Носительница традиций «легендарной эпохи» Малого театра, она примером всей своей жизни утвердила величие в скромности, яркость в душевном богатстве и силу в громадной любви к искусству.
Способность творить — явление прирождённое, добиться этого нельзя никакими силами. Лешковская была рождена для сцены. Она отдала ей тридцать семь лет вдохновенного труда, сыграв сто шестьдесят ролей.
Но сейчас хочется рассказать о Елене Константиновне в последние годы её жизни, о такой, какой знали её мы. Мы — это ученики студии, из которой вырос позднее Театр имени М. Н. Ермоловой.
Вспоминается первое появление у нас Елены Константиновны. Был девятнадцатый год, студия уже существовала несколько месяцев, занятия шли полным ходом, но вдруг мы остались без педагога по сценическому мастерству. Е. Юзвицкая, которая преподавала у нас технику речи, однажды спросила: «А что бы вы сказали, если бы с вами стала заниматься Лешковская?» Хотя мы почти все пришли в студию прямо со школьной скамьи, но тем не менее очень хорошо знали эту актрису и поэтому обрадовались неожиданному предложению.
На следующем уроке Юзвицкая сообщила нам, что Елена Константиновна определённого ответа не дала, так как боится, что не сможет быть полезной, ведь она никогда не преподавала, поэтому решила сначала познакомиться с нами и, в зависимости от произведённого впечатления, дать ответ. В назначенный час мы с трепетом ждали Лешковскую, предполагая увидеть гордую, неприступную львицу (мы судили по её ролям), но открылась дверь, и вместе с Е. Юзвицкой вошла скромная, хрупкая, милая женщина. Села в приготовленное для неё кресло, обвела нас близорукими глазами и, волнуясь, начала знакомиться. Короче говоря, Елена Константиновна согласилась работать с нами и с увлечением приступила к занятиям.
Сказать, что мы полюбили её,— сказать очень мало, мы благоговели перед ней, да иначе и не могло быть. Это был необычайно чуткий, деликатный, большой души человек.
Время было тяжёлое, стипендий мы не получали. Днём работали, а вечерами занимались. Дополнительных ассигнований на студию не давалось и со всеми расходами мы справлялись сами. Среди нас был талантливый, энергичный Н. Кротов, который взял на себя хозяйственные заботы, а мы все по мере сил ему помогали. Педагоги старались во всем нас поддерживать. Так, например, Е. Лешковская, И. Рыжов, В. Филиппов и Е. Юзвицкая ставили спектакли, которые мы играли в районах. Все эти заработки шли в фонд студии, а когда Елена Константиновна совместно с В. Филипповым взяла на себя руководство ею, то отказалась от оплаты…
Что же сказать о манере преподавания Елены Константиновны Лешковской? Конечно, говорить о какой-либо продуманной системе было бы неправильно, ведь это были её первые шаги, а мы были её первыми и, к сожалению, последними учениками. Она давала полную свободу студийцу выявить себя, её поведение напоминало поведение матери, которая учит ребёнка ходить; давая ему полную самостоятельность, она ограждает его от ушибов, направляет в нужную сторону. Елена Константиновна не употребляла слова «задача», но она говорила: на сцене нельзя быть «просто так». Мы не слышали от неё слова «подтекст», но она говорила — «это вы говорите, а что вы в это время думаете?»
Она никогда не обескураживала при неудачах. Помнится, на репетиции у исполнительницы не получался выход. Елена Константиновна мягко попросила — «ещё, ещё разок!» И на этот раз то же самое. В фигуре ученицы выразилось такое отчаяние, что Лешковская встрепенулась и поспешила ободрить её: «Ничего, ничего получится, непременно получится! У меня получалось…» (Это была Глафира в «Волках и овцах», её непревзойденная роль.) Такая уж она была скромная. Считала, что доступное ей доступно и другому.
Редко Елена Константиновна прибегала к показу, но если она показывала, это было удивительное внутреннее и внешнее перевоплощение. У А. Кислякова, ставшего потом артистом МХАТ, никак не клеилась сцена из спектакля «Воспитанница» А. Островского. Не получался пьяный грязный Неглидентов. И вот Елена Константиновна сама вышла на сцену. Изящная, «кружевная», тончайшая артистка показала пьяного хулигана… Но как? Невозможно словами передать увиденное…
Лешковская принимала живейшее участие в жизни студии, делила с ней радости и горести. Как-то группа учеников задержалась допоздна после занятий, вдруг звонок — и в открывшуюся дверь про¬сунулась рука с корзинкой. Оказывается, Елена Константиновна при-слала пирожки…
Лешковская воспитывала в нас не только любовь, серьёзное отношение к театру, но и скромность. Ту скромность, которая была присуща ей самой. Она не терпела зазнайства, бахвальства, самоуверенности. Никогда не забыть, как об ученике по классу С. Айдарова, показывавшему отрывок из пьесы Островского «Дикарка», при обсуждении на художественном совете она сказала: «Берегите этого актёра, он целомудрен в своей скромности».
И ещё одна особенность Елены Константиновны. В дни показов она приходила задолго до начала, все проверяла — костюмы, грим, сцену, поправляла и успокаивала, а в антрактах с удивительным добродушием говорила: «Спасибо, ребятки, хорошо, так и ведите».
Хочется верить, что за счастье, которое мы испытали от общения с Еленой Константиновной, мы хоть частично отплатили ей преданностью и теплом, которые скрашивали последние годы её жизни.
Несмотря на то, что болезнь преследовала её большую часть жизни, мы никогда не слышали от неё ни единой жалобы на здоровье, она никогда не пропускала занятий, а если уж не в силах была прийти, то приглашала, именно приглашала, а не вызывала, к себе на квартиру. Она не хотела сдаваться и хотела успеть сделать как можно больше.
12 июня 1925 года Елены Константиновны Лешковской не стало. Она завещала похоронить её без всякой торжественности: «Я никогда не любила и не люблю роскоши. Не надо ни речей, ни венков, ни цветов!»
В тяжёлую минуту расставания глубокой скорбью отозвалось в сердцах близких рыдание М. Н. Ермоловой над гробом подруги.

Но, ни болезнь, и ни сама смерть не в силах стереть в памяти её хрупкий, обаятельно-женственный облик человека чистого и прекрасного.